# Parmotrema endosulphureum
Parmotrema endosulphureum är en lavart som först beskrevs av Hillmann, och fick sitt nu gällande namn av Hale. Parmotrema endosulphureum ingår i släktet Parmotrema och familjen Parmeliaceae.   Inga underarter finns listade i Catalogue of Life.